# Countdown to Ecstasy
| 전문가 평가                   | 전문가 평가 |
| 평가 점수                     | 평가 점수   |
| 출처                          | 점수        |
| ----------------------------- | ----------- |
| AllMusic                      | [ 4 ]       |
| Chicago Tribune               | [ 5 ]       |
| Christgau's Record Guide      | A           |
| Encyclopedia of Popular Music | [ 7 ]       |
| The Great Rock Discography    | 8/10        |
| MusicHound Rock               | 3/5         |
| Music Story                   | [ 10 ]      |
| Rolling Stone                 | [ 11 ]      |
| The Rolling Stone Album Guide | [ 12 ]      |
| Tom Hull – on the Web         | A−          |

《Countdown to Ecasty》는 1973년 7월 ABC 레코드에서 발매된 미국의 록 밴드 스틸리 댄의 두 번째 스튜디오 음반이다. 이 음반은 콜로라도주 네덜랜드의 카리부 목장과 캘리포니아주 웨스트로스앤젤레스의 빌리지 레코더에서 녹음되었다. 보컬리스트 데이비드 파머가 떠난 후, 이 그룹은 모든 곡에서 도널드 페이건이 리드 보컬을 부르는 음반을 녹음했다.
이 음반은 결정적인 성공을 거두었지만 히트 싱글을 만들어내는 데 실패했고, 결과적으로 빌보드 200 차트에서 35위에 그쳤다. 1978년 미국 음반 산업 협회로부터 골드 인증을 받았으며, 미국에서 50만 장을 판매했다. 발매와 동시에 좋은 평가를 받은, 《Countdown to Ecasty》는 회고적인 리뷰에서 음악 평론가들로부터 만점을 받았다.

## 음악 스타일
스틸리 댄의 1972년 데뷔 음반 《Can't Buy a Thrill》처럼 《Countdown to Ecstasy》는 재즈의 강한 영향력을 보여주는 록 사운드를 가지고 있다. 이 곡은 업템포, 4~5분짜리 록 곡들로 구성되어 있는데, 〈Bodhisattva〉와 〈Show Biz Kids〉의 블루스한 뱀프와는 별도로 미묘한 질감을 가지고 있으며 재즈에서 영감을 받은 삽입곡들이 특징이다. 《Countdown to Ecasty》는 스틸리 댄이 라이브 밴드를 위해 작곡한 유일한 음반이다. 〈My Old School〉은 경건한 호른과 공격적인 피아노 리프와 기타 솔로가 특징이다. 〈The Boston Rag〉는 재즈곡에서 제프 백스터의 왜곡된 기타 솔로를 포함하여 밴드에 의한 세련되지 않은 연주로 발전한다. 짐 호더의 드럼은 팝과 재즈 그루브를 위해 록 음악을 피한다. 비밥 스타일의 재즈 솔로곡은 〈Bodhisattva〉의 팝송을 배경으로 한다. 톰 헐은 이 음반의 스타일과 제작에 대해 "깨끗하고, 거의 매끄럽다"며, 1940년대 팝과 "과잉된 60년대 초반 팝 록"을 연상시키는 "불협화음도 없고, 잡동사니도 없다"고 말한다.

## 제목 및 커버 아트
이 음반의 제목은 영성의 상태를 합리화하려는 시도에 대한 농담이었다. 오리지널 커버 아트는 페이건의 여자친구 도로시 화이트가 그린 것이다. 그러나 ABC 레코드의 사장 제이 래스커의 주장에 따라 밴드 멤버 5명과 커버에 있는 3명의 숫자 사이의 불일치가 용납될 수 없다는 것을 발견했을 때 몇 개의 숫자를 추가해야 했다. 음반 커버의 증거는 나중에 최종 레이아웃에 대한 논쟁 중에 도난당했다. 뒷면 커버는 난초와 그들의 녹음 장비로 둘러싸여 있다.

## 마케팅 및 판매
《Countdown to Ecstasy》는 1973년 7월 미국 ABC 레코드와 영국 프로브 레코드에 의해 발매되었다. 그것은 《Can't Buy a Thrill》보다 상업적으로 덜 성공적이었다. 이 음반은 히트 싱글을 만들지 못했고, 빌보드 200 차트에서 35위에 그쳤다. 그럼에도 불구하고, 이 음반은 차트에서 34주를 보냈고, 결국 1978년 미국 음반 산업 협회로부터 골드 인증을 받았고, 미국에서 500,000장을 출하했다.

## 곡 목록
모든 곡들은 월터 베커와 도널드 페이건에 의해 작사/작곡하였다.
| #  | 제목                | 재생 시간 |
| -- | ------------------- | --------- |
| 1. | 〈Bodhisattva〉     | 5:18      |
| 2. | 〈Razor Boy〉       | 3:11      |
| 3. | 〈The Boston Rag〉  | 5:40      |
| 4. | 〈Your Gold Teeth〉 | 7:02      |

| #  | 제목                     | 재생 시간 |
| -- | ------------------------ | --------- |
| 1. | 〈Show Biz Kids〉        | 5:26      |
| 2. | 〈My Old School〉        | 5:48      |
| 3. | 〈Pearl of the Quarter〉 | 3:50      |
| 4. | 〈King of the World〉    | 5:04      |